# Haviland (krater)
Haviland – mały krater uderzeniowy w stanie Kansas, w USA. Był widoczny na powierzchni ziemi, jednak na skutek działań farmerów, do których należał teren, został zrównany z ziemią.
W 1882 roku na prerii w Kansas zostały odnalezione żelazno-kamienne meteoryty nazwane Brenham. Największe zagęszczenie materii meteorytowej występowało na farmie rodziny Kimberley. Znajdował się na niej także krater uderzeniowy, który został rozpoznany dopiero w 1925 roku. Krater powstał w skałach osadowych, nie dawniej niż tysiąc lat BP. Było to owalne zagłębienie o wymiarach 16,8 × 11,0 m, w którym długo utrzymywała się woda deszczowa. W 1933 roku rozpoczęto badania na jego terenie, wydobyto przy tym liczne fragmenty pallasytów. Właściciele terenu, na którym znajdował się krater, zasypali go i zrównali z ziemią jego brzeg. Krater wciąż można rozpoznać przy użyciu georadaru.